# Simpson College

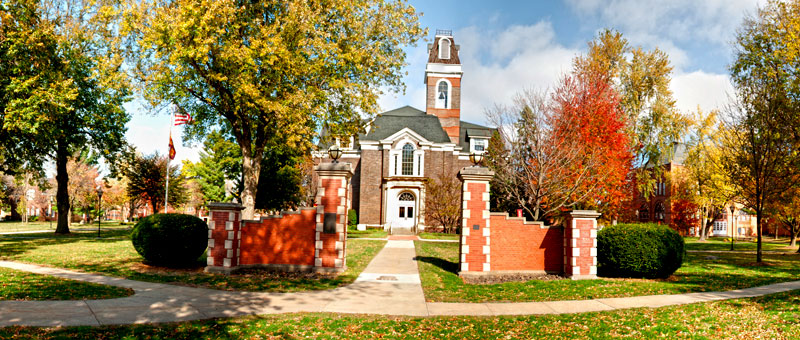
Simpson College

Simpson College est une université privée méthodiste d'arts à Indianola, Iowa. Elle est accréditée par la Commission de l'enseignement supérieur et compte environ 1 250 étudiants à temps plein et 300 étudiants à temps partiel. En plus du campus résidentiel d'Indianola, Simpson possède une installation à West Des Moines.
Simpson est connu pour son engagement envers l'engagement civique et l'éducation non partisane sur les questions publiques, illustré par le John C. Culver Public Policy Center et par ses deux championnats nationaux de débat Pi Kappa Delta.